# Desigualdade de Poincaré
Em matemática, a desigualdade de Poincaré é um resultado da teoria dos espaços de Sobolev, cujo nome é dado em homenagem ao matemático francês Henri Poincaré. Essa desigualdade permite a majoração de um função por uma estimativa de sua derivada no sentido fraco e pela geometria do domínio em questão.